# Nikohl Boosheri
Nikohl Boosheri é uma atriz canadense mais conhecida pelo seu papel na série The Bold Type.

## Biografia
Boosheri nasceu no Paquistão, tem pais Iranianos e se mudaram para o Canadá quando ela tinha 2 anos de idade. Ela nunca visitou o irã.

## Filmografia
| Ano  | Filme              | Papel         | Nota                                                 |
| ---- | ------------------ | ------------- | ---------------------------------------------------- |
| 2010 | Tower Prep         | Assistente    | Série de TV; 1 Episódio: Temporada 1, Episódio 12    |
| 2011 | Circumstance       | Atafeh Hakimi | Prêmio de melhor Atriz no Noor Iranian Film Festival |
| 2012 | Continuum          | Laura Kellogg | Série de TV; 1 Episódio: Temporada 1, Episódio 9     |
| 2012 | Farah Goes Bang    | Farah Mahtab  |                                                      |
| 2013 | Refuge             | Sonia Elhami  |                                                      |
| 2015 | Seeds of Yesterday | Toni          |                                                      |
| 2016 | Supergirl          | Kelly Sotto   | Série de TV; Temporada 2, Episódio 6                 |
| 2017 | The Bold Type      | Adena El-Amin | Série de TV; recorrente                              |